# ماركوس هوران
ماركوس هوران (بالإنجليزية: Marcus Horan)‏ هو لاعب اتحاد الرغبي أيرلندي، ولد في 7 سبتمبر 1977 في ليمريك في جمهورية أيرلندا.

## وصلات خارجية
- ماركوس هوران عل موقع إسبنسكروم (الإنجليزية)
- ماركوس هوران على موقع ItsRugby.co.uk (الإنجليزية)